# Farsund
Farsund – norweskie miasto i gmina leżąca w regionie Agder.
Farsund jest 290. norweską gminą pod względem powierzchni.

## Demografia
Według danych z roku 2005 gminę zamieszkuje 9479 osób, gęstość zaludnienia wynosi 35,25 os./km². Pod względem zaludnienia Farsund zajmuje 109. miejsce wśród norweskich gmin.
| ludność stan na 1 stycznia 2005 |         |           |       |
|                                 | kobiety | mężczyźni | razem |
| osób                            | 4750    | 4729      | 9479  |
| %                               | 50,11%  | 49,89%    | 100%  |

| wykształcenie stan na 1 października 2004 |        |         |        |        |
|                                           | podst. | średnie | wyższe | niezn. |
| osób                                      | 1295   | 4690    | 1225   | 206    |
| %                                         | 17,46% | 63,24%  | 16,52% | 2,78%  |

## Edukacja
Według danych z 1 października 2004:
- liczba szkół podstawowych (norw. grunnskolar): 8
- liczba uczniów szkół podst.: 1399

## Władze gminy
Według danych na rok 2011 administratorem gminy (norw. rådmann) jest August Bernt Salvesen, natomiast burmistrzem (norw. ordfører, d. borgermester) jest Stein Arve Ytterdahl.